# Haarperforationstest

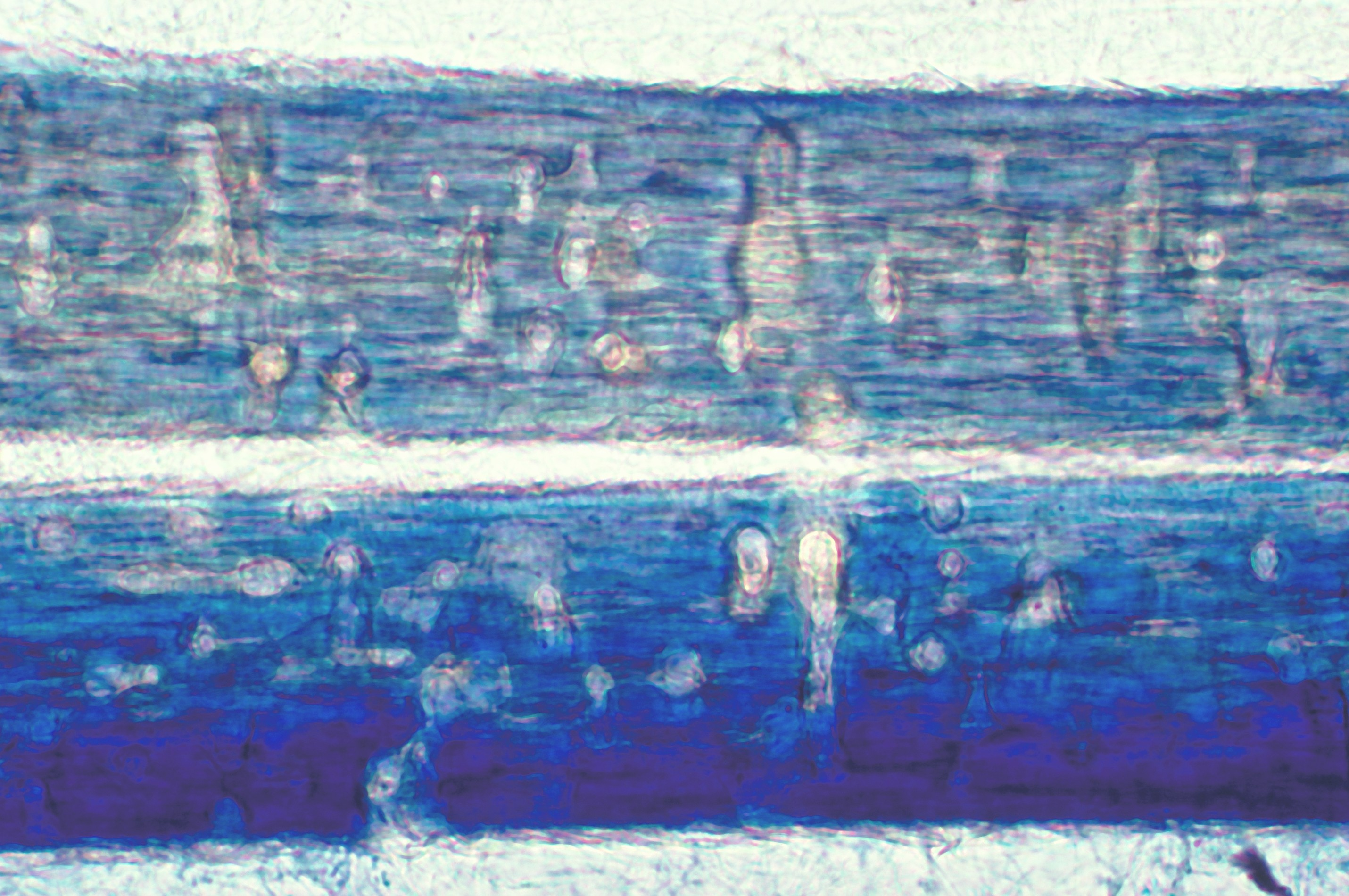
Positiver Haarperforationstest (Erreger: Trichophyton mentagrophytes)

Der Haarperforationstest ist ein Nachweisverfahren zum Nachweis bestimmter Dermatophyten, die in der Lage sind, perforierende (eindringende) Organe an  Haaren auszubilden. Er wird vor allem zum Nachweis von Dermatophytosen durch zoophile Dermatophyten wie Trichophyton mentagrophytes  eingesetzt.
Für den Haarperforationstest werden blonde, feine menschliche Haare in etwa 3 cm lange Stücke geschnitten, autoklaviert und in Petrischalen mit sterilem Wasser gegeben. Anschließend werden einige Tropfen einer wässrigen Hefeextrakt-Lösung hinzugegeben und schließlich Myzel aus einer Reinkultur des zu untersuchenden Dermatophyten. Nach 2 bis 4 Wochen bilden sich bei positivem Nachweis zapfen- oder keilförmige Hohlräume, die Haarperforationsorgane, welche lichtmikroskopisch nachweisbar sind.